# Односи Црне Горе и Француске
Односи Црне Горе и Француске су инострани односи Црне Горе и Француске Републике.

## Историја односа

### У време Наполенонских ратова
Црногорци, помогнути Русима, спречили су Наполеоновој војсци да поседне Боку Которску, коју је добио пожунским миром, па су је они окупирали и држали. Они су водили борбу против Француза у споразуму с руским изаслаником бригадиром Стеваном Санковским и с адмиралом руске флоте на Јонским острвима Сењавином. Бока је постала важна база за акцију руске флоте против Француза у Јадранском Мору.

### Односи Књажевине Црне Горе и Француске
Црна Гора и Република Француска имају традиционално пријатељске односе, који су успостављени у вријеме Књажевине Црне Горе. Француска је своје дипломатско представништво у Црној Гори имала од краја 1878. године, а први француски дипломатски представник у Црној Гори, био је Сен Кантен.

### Први свјетски рат и после
|                                                             |                                               |
| Њ. В. Краљ Никола и Премијер Мијушковић у Бордоу (у егзилу) | Краљ Никола у избјеглиштву у Француској 1916. |

Влада Андрије Радовића успијева да  издејствује краљев пријем код предсједника Француске Поенкареа 27. јула 1916. Као посљедица ове посјете јавља се и краљева идеја да посјети фронт у Француској, и то је обављено 3. августа на фронту у Амијену у Шампањи.
Дипломатске односе са црногорским двором и његовом владом, Француска је прекинула тек у децембру 1920. године послије парламентарних избора у КСХС одржаним 28. новембра исте године.

## Билатерални односи
Република Француска је званично признала Црну Гору 13. јуна 2006. године, када су и успостављени дипломатски односи између двије државе.

### Дипломатски представници

#### У Паризу
Амбасадор Црне Горе у Републици Француској на нерезидентној основи покрива Андору и Монако.
- Ирена Радовић, амбасадор, 2010. -
- Милица Пејановић-Ђуришић, амбасадор, 2007. - 2010.[1]

#### У Подгорици
- Вероник Бримо, амбасадор, 2013. -
- Доминик Газуи, амбасадор, 2010. -
- Бернар Гаранше, амбасадор, 2007. - 2009.

Дипломатска канцеларија Републике Француске у Подгорици основана је јуна 2003. године, а у јулу 2006. године трансформисана је у Амбасаду.

#### Код црногорске владе у егзилу
- Орас Деларош Верне, 1916. - 20. децембар 1920.[4]

#### На Цетињу
- Орас Деларош Верне, 1913. - 1916.
- Raymond Aynard, - 1913.
- Etjene Gaunderax (Гандракс), 1911. - 1912.
- Salvador Patrimonio, министар резидент
- Жил Шефер, министар резидент, 1884. - 1886.
- D`Avril, отправник послова, 1883. - 1884.
- baron de Montgascon, отправник послова
- Сен Кентен, отправник послова, 1880.[4]